# Simon Baker
Simon Baker (Launceston, Tasmanija, 30. srpnja 1969.) - australski glumac i redatelj. Najpoznatiji je po TV seriji Mentalist.

## Rani život
Bakerova majka Elizabeth Labberton bila je učiteljica engleskog jezika u srednjoj školi, a njegov otac radio je kao mehaničar i domar. Brzo nakon njegovog rođenja roditelji se razvode, ali njegova majka se ponovno ženi. Ima jednu sestru i jednog mlađeg polubrata. Nakon mature u Sydney-u kreće na nazat za medicinsko osoblje koji nikad nije završio.
Kao glumac pojavljuje se prvi put 1992. Nakon par nastupa u različitim TV serijama, kao npr. australske sapunice Home and Away ili serijalu Heartbreak High, dodijeljena mu je nagrada Logie Award (TV-nagrada za "Najomiljenog mladog glumca" (Most Popular New Talent)) za nastup u sapunici E Street.
1997. godine odglumio je ulogu u filmu L.A. Confidential redatelja Curtis Hanson gdje je postao poznat većoj publici.

Simon Baker je bio oženjen s glumicom Rebeccom Rigg i zajedno imaju troje djece.

## Filmografija (izvod)
| - 1987.: Midnight Magic (TV serija) - 1992. – 1993.: E Street (TV serija) - 1993.: A Country Practice - 1994.: Home and Away (TV serija) - 1995.: Naked (TV serija) - 1995.: Heartbreak High (TV serija) - 1996.: Naked: Stories of Men - 1996.: The Last Best Place - 1997.: Most Wanted - 1997.: L.A. Confidential - 1998.: Restaurant - 1998.: Judas Kiss - 1998.: Love From Ground Zero - 1999.: Secrets Men’s Business - 1999.: Ride with the Devil - 2000.: Sunset Strip - 2000.: Red Planet | - 2001. – 2004.: The Guardian (TV serija) - 2001.: The Affair of the Necklace - 2004.: Book of Love - 2005.: The Ring 2 - 2005.: Land of the Dead - 2006.: Something New - 2006.: The Devil Wears Prada - 2006./07.: Smith (TV serija) - 2007.: Sex and Death 101 - 2007.: The Key to Reserva - od 2008.: Mentalist (TV serija) - 2009.: Not Forgotten - 2009.: The Lodger - 2010.: The Killer Inside Me - 2011.: Margin Call - 2013.: I Give It a Year |

## Vanjske poveznice
Simon Baker u internetskoj bazi filmova IMDb-u (engl.)